# Pacroscia elongata
Pacroscia elongata là một loài chân đều trong họ Philosciidae. Loài này được Vandel miêu tả khoa học năm 1981.